# ココリア多摩センター
ココリア多摩センター（ココリアたまセンター、COCOLIA Tama Center.）は、東京都多摩市落合1-46-1（多摩センター駅前）に所在する多摩センター百貨店ビルにあるショッピングセンター。新都市センター開発株式会社が運営している。地上7階・地下1階で構成され、専門店街とレストラン街からなる。
施設名称の「COCO（ココ）」は日本語の「此処（ここ、この場所）」を、「LIA（リア）」はスペイン語の「結びつき」「地域との結束」を表しており、それらを組み合わせた造語であり、多摩センターの「この地・この場所」の中心となる、地域を結び付ける新たな施設になる事の願いを込めて命名された。

## 施設概要
かつて存在した百貨店、多摩そごう（1989年10月20日開店 - 2000年9月18日閉店）のあった多摩センター百貨店ビルにある。
多摩そごう閉店から2か月後の2000年11月、新たに多摩センター三越と大塚家具多摩ショールームが入り、6階レストランフロアを新都市センター開発株式会社に運営移管した。それから10年後の2010年末に大塚家具が閉店。翌2011年4月に、大塚家具跡の3-5階部分を新たに専門店街とし、多摩センター三越や6階レストラン街を含むビル全体からなるショッピングセンターを開業することとなった。
2011年4月23日にオープン（当初は4月22日オープン予定だったが、東日本大震災の影響で1日延期された）。専門店街部分の第1期店舗として、ユニクロ、丸善書店、ABCマートなどが入居している。
開業以来核テナントだった三越多摩センター店は、2017年3月20日をもって閉店した。

## 略歴

### 多摩そごう閉店～三越・大塚家具時代
- 2000年（平成12年）
  - 9月18日 - 多摩そごうが閉店。
  - 11月15日 - 多摩そごう跡地に、三越と大塚家具が入る[10][11]。6階レストランフロアは新都市センター開発による運営に移管。
- 2006年（平成16年）
  - 3月 - リニューアルし、三越が地下1階-2階、大塚家具が3-5階となる。
- 2010年（平成22年）
  - 12月31日 - 3-5階入居の大塚家具多摩ショールームが、立川高島屋に移転することに伴い、閉店。

### ココリア開業～現在
- 2011年（平成23年）
  - 2月23日 - 4月に「ココリア多摩センター」を開業すると発表[3][12]。大塚家具跡地にユニクロ・丸善などが出店[12]。
  - 4月23日 - 「ココリア多摩センター」オープン[4]。
- 2016年（平成28年）
  - 9月7日 - 三越伊勢丹ホールディングスは多摩センター三越を2017年3月20日に閉店すると発表した[11]。
- 2017年（平成29年）
  - 3月20日 - 三越が閉店[7][9]。
  - 3月21日 - 全館が専門店ビルとして営業、ただし地下1階は閉鎖。[13]
- 2018年（平成30年）
  - 3月20日 - 閉鎖されていた地下1階が「ココリアフードマルシェ」としてオープン[14]。
- 2023年（令和5年）
  - 9月15日 - 1階・2階がリニューアルオープン[15]。

## フロア
（2024年8月30日現在）
- 7階 - フットサル／多目的貸ホール／保育室＆コワーキング施設
  - GINZA de FUTSAL 多摩センタースタジアム
  - 多目的ホール「ココリアホール」
  - 保育室＆コワーキング CoCoプレイス
- 6階 - レストラン／サービス･カルチャー･その他
  - レストラン街、宴会場「さくらの間」、
  - JEUGIAカルチャーセンター、ヘアーサロン ソシエ、他
- 5階 - インテリア･雑貨／その他／カフェ
  - 丸善書店、ユザワヤ、布や 夢うさぎ、他
- 4階 - ファッション／インテリア･雑貨／サービス･カルチャー･その他
  - ニトリ エクスプレス、ザ・ダイソー、パレット、スガナミ楽器、他
- 3階 - ファッション／ファッショングッズ／サービス･その他
  - ユニクロ、オリヒカ、ABCマート、ハニーズ、JINS、ドコモショップ、他
- 2階 - ファッション／インテリア･雑貨／サービス･その他
  - ジーユー、無印良品、ソフトバンク、三井住友銀行
- 1階 - ファッション／ファッショングッズ／インテリア･雑貨／サービス･その他／カフェ／フード･スイーツ
  - 眼鏡市場、３COINS+plus、スターバックス、他
- 地下1階 - フード･スイーツ／フードコート／ファッション／サービス･その他
  - ココリアフードマルシェ（北野エース、九州屋、他）
  - ココリアフードコート（リンガーハット、はなまるうどん、他）

### 撤退したテナント
- 多摩センター三越（2017年3月20日閉店[7][9]）
- KEYUCA
- H.I.S.
- ライトオン（2023年2月12日閉店[17]）
- パシオス（2024年3月閉店[18]）
- ジーンズメイト（2024年3月3日閉店[19]）
- コムサイズム
- パーフェクトスーツファクトリー

ほか

## アクセス

### 公共交通機関[20]
- 多摩センター駅下車 - 京王相模原線・小田急多摩線・多摩モノレール

### 駐車場[20][21]
- 中央第1・中央第3・東第1・丘の上プラザ・丘の上パティオ駐車場・パルテノン多摩の計6カ所にタイムズ24管理の多摩センター地区共同利用駐車場が存在。
- 1階・4階・6階に中央第1駐車場への連絡口が存在している。